# ГЕС Bāpánxiá
ГЕС Bāpánxiá (八盘峡水电站) — гідроелектростанція на півночі Китаю у провінції Ганьсу. Знаходячись між ГЕС Yánguōxiá (вище по течії) та ГЕС Hékǒu, входить до складу каскаду на одній з найбільших річок світу Хуанхе. 
В межах проекту річку перекрили бетонною гравітаційною греблею висотою 33 метра та довжиною 396 метрів. Вона утримує водосховище з площею поверхні 11 км2, об’ємом 49 млн м3 та припустимим коливанням рівня поверхні у операційному режимі між позначками 1576 та 1578 метрів НРМ (під час повені до 1578,5 метра НРМ). 
Інтегрований у греблю машинний зал в 1975-1980 роках обладнали п’ятьма турбінами типу Каплан потужністю по 36 МВт. Вони використовували напір до 19,7 метра (номінальний напір 18 метрів) та забезпечували виробництво 1,1 млрд кВт-год електроенергії на рік. У 1994 та 1995 додали дві невеликі турбіни потужністю по 3,2 МВт, а в 2001-му став до ладу шостий основний гідроагрегат з показником 40 МВт.